# 皮希希亚潘
皮希希亚潘（西班牙語：Pijijiapan）是墨西哥的一个市镇，位于恰帕斯州。

## 地理
皮希希亚潘市镇西南临太平洋，地处瓦哈卡州边界与危地马拉国界中间的位置。墨西哥200号高速公路穿过该市镇。

### 地震
2017年9月7日午後11點49分（北美中部時區），墨西哥恰帕斯州發生矩震级（MW）8.2級地震，震央位於特萬特佩克灣，皮希希亞潘市镇西南方約87千米處。

## 人口
据2010年人口普查数据显示，皮希希亚潘市镇的总人口为50079，较2005年的人口46949有所上升。该市镇总面积为2223.3平方公里。
皮希希亚潘市镇首府——皮希希亚潘市的人口为16917，除该市以外，皮希希亚潘市镇还有1305个聚居地。